# Malindangia
Malindangia is een geslacht van zangvogels uit de familie Campephagidae (rupsvogels).

## Soorten
Het geslacht telt één soort:
- Malindangia mcgregori  –  Pijlstaartrupsvogel